# Брукс Керрі
Брукс Керрі (англ. Brooks Curry, 20 січня 2001) — американський плавець.
Олімпійський чемпіон 2020 року, чемпіон світу 2022 року.